# Soues (Pireneje Wysokie)
Soues – miejscowość i gmina we Francji, w regionie Oksytania, w departamencie Pireneje Wysokie.
Według danych na rok 1990 gminę zamieszkiwało 3179 osób, a gęstość zaludnienia wynosiła 815 osób/km² (wśród 3020 gmin regionu Midi-Pireneje Soues plasuje się na 107. miejscu pod względem liczby ludności, natomiast pod względem powierzchni na miejscu 1579.).